# Charlotte (série télévisée d'animation, 1977)
Pour les articles homonymes, voir Charlotte et Charlotte (anime).
Charlotte (若草のシャルロット, littéralement La jeune Charlotte, en français Charlotte) est une série d'animation japonaise de 30 épisodes et d'environ 23 ou 24 minutes chacun  produite par le studio d'animation japonaise Nippon Animation. Elle a été diffusée du 29 octobre 1977 au 27 mai 1978.
 Contrairement aux autres productions de la Nippon Animation, les World Masterpiece Theater, qui adaptent des romans classiques européens pour la jeunesse, il s'agit ici d'une histoire originale écrite par Shun'ichi Yukimoro. La série a été réalisée par Eiji Okabe et la musique est composée par Hiromasa Suzuki.
Malgré la forte audience de séries shojo de la Toei animation comme Candy Candy, cette série ne fut pas un succès, à tel point que le studio ne produira que 30 épisodes. Néanmoins, cette série reste bien connue dans quelques pays européens : en France, elle a été diffusée en 1987 sur La Cinq, puis en 1997 sur AB Cartoons et rediffusée sur la même chaîne (rebaptisée en Mangas) en 2002. La série a également été diffusée en Italie. Aux Philippines, la série fut diffusée sur ABS-CBN dans les années 1990, puis récemment sur la chaîne Yey! en juin 2017.
Depuis le 19 avril 2021, l'intégralité de l'animé est diffusé sur YouTube sur la chaine TeamKids.

## Synopsis
L'action se situe au début du XXe siècle. Charlotte est élevée par son père, ancien aristocrate français, dans un ranch au Québec. Elle y restera seule jusqu'à ses 12 ans, où elle recevra une lettre de sa mère, censée être décédée. La lettre annonce le malheureux décès de son père mais sa mère demande également de venir vivre avec elle. Elle rencontrera par la suite un jeune garçon qu'elle surnommera "le chevalier". Bon nombre d'incidents malheureux vont alors commencer...

## Fiche technique
- Titre original : Wakakusa no Charlotte (若草のシャルロット, littéralement en anglais Charlotte of the Young Grass, en français La jeune Charlotte)
- Titre français : Charlotte
- Réalisateur : Eiji Okabe
- Producteur : Akira Negoro
- Producteur exécutif : Koichi Motohashi
- Scénariste : Shun'ichi Yukimoro
- Musique : Hiromasa SuzukI
  - Générique de début : Wakakusa no Charlotte (若草のシャルロット), par Kumiko Kaori (paroles de Kayoko Fuyumori)
  - Générique de fin : Mayflower (メイ フラワー), par Kumiko Kaori et Feeling Free
- Studio d'animation et production : Nippon Animation
- Pays d'origine :  Japon
- Langue originale : japonaise
- Nombre d'épisodes : 30
- Durée des épisodes : variables entre 23 minutes 30 / 24 minutes / 24 minutes 30 environ
- Date de diffusion :
  -  Japon : 29 octobre 1977 - 27 mai 1978
  -  France : 23 octobre 1987 (première diffusion hertzienne) / 19 août 2002 (rediffusion sur Mangas)

## Distribution

### Voix originales[2]
- Keiko Yokozawa : Charlotte Mombrun
- Ichiro Murakoshi : André, le père de Charlotte
- Ichiro Nagai : le grand-père
- Kaoru Kurosu : Cassie
- Kazue Komiya : Satie
- Kohei Miyauchi : le comte

### Voix françaises[3]
- Françoise Dasque : la narratrice
- Aurélia Bruno : Charlotte Mombrun
- Claude d'Yd : le grand-père
- Annie Sinigalia : Simone, la mère de Charlotte
- Jacques Brunet : André, le père de Charlotte
- Michel Dodane : "le chevalier"
- Olivier Korol : Quentin